# Sofia Bulldozers 2019
Questa voce raccoglie le informazioni riguardanti i Sofia Bulldozers nelle competizioni ufficiali della stagione 2019.

## Campionato bulgaro di football americano 2019

### Stagione regolare
| Sofia 28 settembre 2019, ore 10:00 | Sofia Bulldozers | 63 – 0 | Sofia Knights | Sporten Kompleks Akademika IV km |

| Sofia 28 settembre 2019, ore 11:30 | Sofia Bulldozers | 17 – 0 | Blagoevgrad Griffins | Sporten Kompleks Akademika IV km |

| Sofia 19 ottobre 2019 | Sofia Bulldozers | 53 – 0 | Blagoevgrad Griffins | Sportakademie Wassil Lewski |

| Sofia 19 ottobre 2019 | Sofia Knights | 0 – 1 (a tavolino) | Sofia Bulldozers | Sportakademie Wassil Lewski |

## Statistiche di squadra
| Competizione | %Vittorie | In casa | In casa | In casa | In casa | In casa | In casa | In trasferta | In trasferta | In trasferta | In trasferta | In trasferta | In trasferta | Totale | Totale | Totale | Totale | Totale | Totale |
| Competizione | %Vittorie | G       | V       | N       | P       | Pf      | Ps      | G            | V            | N            | P            | Pf           | Ps           | G      | V      | N      | P      | Pf     | Ps     |
| ------------ | --------- | ------- | ------- | ------- | ------- | ------- | ------- | ------------ | ------------ | ------------ | ------------ | ------------ | ------------ | ------ | ------ | ------ | ------ | ------ | ------ |
| Campionato   | 1.000     | 3       | 3       | 0       | 0       | 133     | 0       | 1            | 1            | 0            | 0            | 1            | 0            | 4      | 4      | 0      | 0      | 134    | 0      |
| Totale       | 1.000     | 3       | 3       | 0       | 0       | 133     | 0       | 1            | 1            | 0            | 0            | 1            | 0            | 4      | 4      | 0      | 0      | 134    | 0      |